# Claudia Alicia Bernazza
Claudia Alicia Bernazza (La Plata, 12 de junio de 1960) es una docente, escritora y política argentina.

## Biografía
Nacida en el seno de una familia de origen inmigrante radicada en La Plata. Su padre Ricardo, oriundo de Coronel Brandsen, es descendiente de italianos. Claudia, a fines de la década del 80, busca a su familia paterna en Riva del Garda, al pie de los Alpes italianos, favoreciendo así el encuentro de su padre con los familiares directos que permanecieron en Italia durante las grandes guerras. Su madre, Sofía, llegó de Ucrania con sus padres, Ana y Nichifor Romaniuk Chomyk, radicándose en la mítica calle Nueva York de la ciudad de Berisso a fines de la década del 30. En Ucrania quedaría una hermana, Lena, al cuidado de su abuela materna. En agosto de 2013, Claudia Bernazza propició el reencuentro entre su madre y su tía después de 77 años de no tener noticias una de la otra.
Cursó sus estudios secundarios en el Liceo Víctor Mercante de La Plata, se formó como maestra en el Instituto Superior de Formación Docente N.º 12 de esa ciudad, y como ingeniera agrónoma en la Universidad Nacional de La Plata. Es magíster y doctora en Ciencias Sociales por la Facultad Latinoamericana de Ciencias Sociales - FLACSO Argentina-. Su tesis de doctorado trata La planificación gubernamental en Argentina. Experiencias del período 1974-2000 como puntos de partida hacia un nuevo paradigma.
Actualmente se desempeña como docente de grado y posgrado en la Universidad Nacional de Lanús, la Universidad Nacional Arturo Jauretche, la Universidad Nacional de La Plata y la Facultad Latinoamericana de Ciencias Sociales, entre otros centros de estudios.

## Trayectoria social
Claudia Bernazza ejerce como maestra de escuelas primarias hasta 1983, año en que comienza su experiencia como familia de acogimiento. En junio de 1986, junto a su esposo, Enrique “Quique” Spinetta, fundan el Hogar “Lugar del Sol”, abierto a chicos que habían ganado la calle en el marco de la crisis social y económica del período. Su casa buscó fortalecer los lazos de origen y ofrecer nuevos vínculos. En 1988, Claudia y Enrique Spinetta fundaron, junto a otros dirigentes, el Movimiento Nacional Chicos del Pueblo, una red de hogares y casas que hizo oír su voz en favor de la infancia en riesgo y en contra de la vigencia del “patronato de menores”.
En la actualidad, la Fundación Lugar del Sol está también integrada por la “Casa del Niño Rucalhué” en Ranelagh, la “Escuela de Líderes Illihué” en Berazategui y el “Hogar Cunumicitos” en Florencio Varela. Estas casas acompañan los proyectos de vida de niños/as y adolescentes así como su participación en ámbitos de la comunidad. Lugar del Sol participa activamente de las Organizaciones de lxs Chicxs del Pueblo.

## Trayectoria literaria y académica
Autora del libro Las palabras y los días (Prueba de Galera editoras, 2019), de la novela Crónicas de la ciudad perfecta (Ediciones Al Margen, 1997) y del libro de cuentos infantiles Permiso para volar en tren (Ediciones Corregidor, 2001). Actualmente escribe en diarios y revistas de la Argentina y lleva adelante el blog Recetas y Política en el que vuelca textos literarios y de actualidad social y política. En el año 2013, publicó el libro 2003-2013 Diez años del Proyecto Nacional. Las leyes que cambiaron la(s) historia(s) bajo los sellos EDULP (Ediciones de la Universidad Nacional de La Plata) - EPC (Ediciones de Periodismo y Comunicación).
Es docente de grado y posgrado en universidades nacionales. Es autora de artículos sobre planificación, gobierno y administración pública publicados en diferentes revistas académicas, y participa como expositora en congresos y seminarios de esta especialidad.

## Trayectoria política y de gestión
Peronista desde su juventud, su trayectoria se vincula con las comunidades eclesiales del Movimiento de Sacerdotes para el Tercer Mundo, recibiendo su formación de Juan Bengochea, entonces párroco de Nuestra Señora de las Victorias de La Plata, donde funcionó el grupo guía - scout más importante de la ciudad a principios de la década del setenta. Allí colaboraron, siendo seminaristas, los sacerdotes y referentes sociales Rubén Capitanio y Carlos Cajade. El golpe cívico militar de 1976 aborta esta experiencia y sus mentores fueron detenidos ilegalmente o debieron exiliarse. 
Durante la dictadura, ejerce como catequista, participando de experiencias juveniles de resistencia durante los años del golpe. 
Obtiene sus títulos de grado como maestra e ingeniera agrónoma en 1983, año en el que, junto al inicio de la democracia, se traslada junto a su marido, Enrique José Spinetta, a la ciudad de Berazategui, donde ejercen como maestros en escuelas de barrios periféricos. En esta década, participa de programas sociales de la municipalidad de Berazategui y abre las casas de la Fundación Lugar del Sol.
Desde 1994 y hasta 2002 se desempeñó como asesora de gobiernos municipales y como docente del Instituto Nacional de la Administración Pública (INAP) y del Instituto Provincial de la Administración Pública (IPAP) de la provincia de Buenos Aires, especializándose en temas de gobierno y administración pública. En estos institutos, se dedica a la formación de funcionarios y dirigentes políticos y sociales tanto del ámbito nacional como provincial y municipal.
A partir de 2002 se desempeña como Secretaria Ejecutiva del IPAP, asumiendo finalmente como subsecretaria de la Gestión Pública y presidenta del instituto en 2004. Desde dicha función, que ejerció hasta diciembre de 2007, puso en marcha el Plan Trienal de la Gestión Pública 2004-2007 con el objetivo de reconfigurar el modelo estatal vigente. Claudia Bernazza buscó reformular la gestión de la provincia de Buenos Aires a través del diseño de planes y estructuras con enfoque incluyente. Asimismo, buscó recuperar el protagonismo de los trabajadores estatales.
Desde la subsecretaría promovió la actualización y publicación de un Mapa del Estado hasta entonces oculto o de difícil acceso, el que se difundió a través de la página institucional y otros formatos (Resolución N.º 11/07 SGP). Respecto de la comunicación institucional, propuso la aprobación de la Guía para la gestión de la comunicación escrita (Decreto N.º 300/06 - T.O. Decreto N.º 2200/06) y la Guía Orientadora La Comunicación en el Estado provincial.
Mediante el Decreto N° 3087, en 2004 se dio inicio a las negociaciones colectivas en el ámbito público. En este contexto, actuó como la primera representante paritaria del Estado provincial. En el marco de dichos acuerdos, promueve y firma la Guía orientadora para la cobertura de cargos y funciones mediante procesos de selección de personal (Res. N.º 8/07 SGP) y la Guía orientadora para la realización de veedurías en procesos de selección de personal (Res. N.º 9/07 SGP). 
Durante su gestión, se elaboraron guías de amplia difusión en ámbitos públicos y académicos, las que orientaron la planificación gubernamental, la evaluación institucional, así como el diseño de estructuras y procesos de trabajo. Esta recuperación de roles estatales se apoyó en la organización de capacitaciones y asistencias técnicas alejadas de un enfoque gerencialista: la historia nacional y latinoamericana, el compromiso con lo público y la memoria del terrorismo de Estado se convirtieron en contenidos transversales y obligatorios, desalentando así la conformación de un cuerpo burocrático “neutral” que niega el rol de las ideas y la política en la acción estatal. Asimismo, en este período se instituyó el Premio Provincial a la Innovación, del que participan anualmente organismos provinciales y municipales.
En simultáneo, durante 2006 y 2007, fue presidenta del Consejo Provincial de las Mujeres de la provincia de Buenos Aires. Desde esta función, dotó a este organismo de su primer presupuesto y puso en marcha el Sistema Provincial de Atención de la Violencia contra las Mujeres. También promovió la protocolización de la atención sanitaria de mujeres víctimas de violencia y de los casos de abortos no punibles.

### Diputada Nacional
Claudia Bernazza asume como diputada nacional por la provincia de Buenos Aires, por el PJ-Frente para la Victoria, en 2007. Desde este rol, ejerció la vicepresidencia de las comisiones de Modernización Parlamentaria y de Desarrollo Económico y Deuda Social del PARLATINO.
Como integrante de la Comisión de Agricultura de la Cámara baja participó activamente en el conflicto suscitado por la Resolución 125, siendo vocera de la necesidad de cambiar el modelo de desarrollo agrario del país. Es autora de la Ley 26.499 de Creación del Parque Nacional Campos del Tuyú, el primer parque nacional de la provincia de Buenos Aires, promovido por la Administración de Parques Nacionales y la Fundación Vida Silvestre Argentina. Como vicepresidenta segunda de la Comisión de Modernización del Funcionamiento Parlamentario, coordinó la elaboración y aprobación de la Resolución Conjunta N.º 01/09 del Congreso de la Nación que estipula las Pautas de estilo para la elaboración de textos legislativos.
Como diputada, participó de la aprobación, entre otras, de las siguientes leyes: 
- Ley 26.364 de Prevención y Sanción de la Trata de Personas y Asistencia a sus Víctimas.[16]
- Ley 26.412 de Rescate de Aerolíneas Argentinas[17]
- Ley 26.425 de Creación del Sistema Integrado de Jubilaciones y Pensiones (SIPA).[18]
- Ley 26.485 de Protección integral para prevenir, sancionar y erradicar la violencia contra las mujeres.[19]
- Ley 26.522 de Servicios de Comunicación Audiovisual.[20]

En 2008, Claudia Bernazza pidió la guarda de Brian, un joven de 16 años sospechado de participar en el resonado caso del asesinato del ingeniero Barrenechea en octubre de 2008 en San Isidro. El pedido de guarda de Brian se enmarca en un contexto de reclamo de baja de la edad de imputabilidad desde algunos sectores sociales. Claudia Bernazza explicaba: “Cuando pedí acoger a Brian en mi casa, el hecho fue impactante por tres motivos: porque proponía una acción, no un discurso. Porque esa acción superaba el debate a dos puntas: garantizaba derechos al mismo tiempo que colaboraba con la seguridad de terceros. Los pibes están pidiendo límites, la sociedad también. Pero los límites sólo pueden provenir del afecto nacido de un vínculo, y este es el tema que nunca se aborda.” En el marco de este debate, Claudia Bernazza presentó un proyecto para la aprobación de un Sistema Integral de Medidas para el Ejercicio de los Derechos de la Infancia y la Adolescencia.
Entre otros proyectos presentados, cabe mencionar la “Agenda Legislativa de las Organizaciones Sociales”, que promovió regímenes fiscales especiales y el establecimiento de la figura de bien de utilidad social en favor de estas organizaciones. También se destaca el proyecto sobre Igualdad de trato y oportunidades entre mujeres y varones en cargos electivos y partidarios, funciones directivas públicas y privadas y puestos laborales y el proyecto sobre el Derecho a la identidad de las personas adoptadas.
Su proyecto sobre Limitación a la extranjerización de la tierra fue uno de los antecedentes de la Ley 26.737 que aprobó el Régimen de Protección al Dominio Nacional sobre la Propiedad, Posesión o Tenencia de las Tierras Rurales. También impulsó un proyecto de fortalecimiento del Estado que tuvo como objetivo la derogación de las leyes de Reforma del Estado. Asimismo, promovió la expropiación de la casa de Raúl Scalabrini Ortiz en el partido de Vicente López y su declaración como monumento histórico nacional, en homenaje a la ley que en el mismo sentido había aprobado el Congreso Nacional en los años previos al golpe.
En 2020, regresó a una banca en la Cámara de Diputados de la Nación, para completar el mandato iniciado por Daniel Scioli hasta 2021. Con la incorporación de Bernazza, el bloque del Frente de Todos alcanzó la paridad de género en su integración.

### Ministerio de Desarrollo Social de la Nación
A propuesta de la ministra Alicia Kirchner, Claudia Bernazza fue designada como directora nacional de Fomento del Monotributo Social del Ministerio de Desarrollo Social de la Nación, función que ejerció durante los años 2009 y 2010. Desde ese ámbito, informatizó los procesos de inscripción, lo que permitió pasar de 50.000 a 500.000 monotributistas sociales en el término de dos años. Los microemprendedores accedieron así por primera vez a una obra social y a la jubilación, pudiendo asimismo emitir facturas por sus ventas. Es autora de la Guía del Monotributo Social que se utiliza para los trámites de inscripción que realizan los emprendedores de todo el país. En dicho ministerio, en el ámbito del Instituto Nacional de Asociativismo y Economía Social (INAES), colaboró con la conformación de nuevas cooperativas y emprendimientos de la economía solidaria.

### H. Cámara de Diputados de la Nación
Se ha desempeñado como directora del Instituto de Capacitación Parlamentaria, un ámbito que ha promovido, desde su creación en 1999, los estudios referidos a la gestión parlamentaria. Por acuerdo entre el municipio y la Cámara de Diputados, se ha desempeñado, durante 2016, como secretaria de Desarrollo Social de La Matanza. Es asesora legislativa en la Cámara y colabora en la formación de funcionarios y dirigentes políticos en materia de gobierno y administración pública. Entre el 13 de mayo de 2020 y el 9 de diciembre de 2021 tuvo actuación como Diputada Nacional.

## Libros
1. Las palabras y los días. Libro web. Prueba de Galera Editoras, 2019. Disponible en:
2. Evaluando en clave pública: Guía de indicadores e instrumentos para la medición de capacidades estatales. BERNAZZA, Claudia; COMOTTO, Sabrina y LONGO, Gustavo. Flacso, 2015. Disponible en:
3. 2003-2013 Diez años del Proyecto Nacional. Las leyes que cambiaron la(s) historia(s). EDULP – EPC, 2013. [31]
4. La planificación gubernamental en Argentina. Experiencias del período 1974-2000. Editorial Académica Española, 2011. Disponible en:
5. Permiso para volar en tren, Ediciones Corregidor, 2001. Disponible en:
6. Crónicas de la ciudad perfecta, Ediciones Al Margen, 1997. Disponible en:

## Artículos
Artículos y textos de Claudia Bernazza disponibles en claudiabernazza.ar
Artículos de consulta frecuente:
- "Bienvenidos al pasado". Revista Perspectivas de Políticas Públicas, N.º 11, 2016.
- Bernazza, Claudia y Ronis, Matías (2013): “Proyecto de Nación y empleo público”, 2013.
- Bernazza, Claudia y de Pascual, María Celeste (2012): “Continuidades y rupturas en la formación para el Gobierno y la Gestión de lo Público”, Publicado en Revista APORTES para el Estado y la Administración Gubernamental, Asociación de Administradores Gubernamentales, Año 18 – N.º 30, diciembre de 2012.
- “Concursos, Carreras y Jerarquías Públicas. Propuestas para un empleo público al servicio de un proyecto de país”, en Revista 200 años de Estado, Año III, N.º VII, septiembre – noviembre de 2012.
- “Un Estado al servicio del Proyecto Nacional”, en Revista Reseñas y Debates N.º 70, diciembre de 2011.
- “¿Qué Estado necesitamos? Una gestión pública para el desarrollo con inclusión”, en El modelo de desarrollo con inclusión social. La estrategia de mediano plazo, Daniel García Delgado – Miguel Peirano (comp), Ciccus – IDISA – FLACSO, octubre de 2011.
- “¿Proyecto Nacional o Políticas de Estado? Aportes al lenguaje de la política”. En Revista Reseñas y Debates N.º 65, Año 7, junio de 2011.